# 京成杯
京成杯（けいせいはい）は、日本中央競馬会（JRA）が中山競馬場で施行する中央競馬の重賞競走（GIII）である。
寄贈賞を受けている京成電鉄は、千葉県市川市（2013年までは東京都墨田区）に本社を置き、中山競馬場の最寄り駅東中山駅を通る京成本線を運営する大手私鉄。
正賞は京成電鉄株式会社賞。

## 概要
1961年（昭和36年）に創設された、4歳（現3歳）馬限定の重賞競走。
創設当初は中山競馬場の芝1600m（外回り）で行われ、その後施行場は幾度かの変遷を経て、1999年に4歳（現3歳）重賞競走の距離体系を見直した際、中山競馬場の芝2000m（内回り）に変更された。これにより、中央競馬クラシック三冠およびGINHKマイルカップへ向けた明け3歳馬の将来性や距離適性を占う重要な競走となった。
外国産馬は1984年から、地方競馬所属馬は1996年からそれぞれ出走可能になったほか、2009年からは外国馬も出走可能な国際競走に指定された。

### 競走条件
以下の内容は、2025年のもの。
出走資格：サラ系3歳、除未出走馬および未勝利馬
- JRA所属馬
- 地方競馬所属馬（認定馬のみ、2頭まで）
- 外国調教馬（優先出走）
- 負担重量：馬齢重量（牡馬・騸馬57kg、牝馬55kg）

### 賞金
2025年の1着賞金は4100万円で、以下2着1600万円、3着1000万円、4着620万円、5着410万円。

## 歴史
- 1961年 - 4歳馬による重賞競走として創設、中山競馬場の芝1600m（外回り）で施行[5]。
- 1972年 - 流行性の馬インフルエンザの影響で3月に順延開催。
- 1984年
  - 混合競走に指定され、外国産馬が出走可能になる[5]。
  - グレード制施行によりGIII[注 1]に格付け。
- 1996年 - 特別指定交流競走に指定され、地方競馬所属馬が2頭まで出走可能になる[5]。
- 2001年 - 馬齢表示の国際基準への変更に伴い、出走資格を「3歳」に変更。
- 2007年 - 国際セリ名簿基準委員会（ICSC）の勧告により、格付表記をJpnIIIに変更[5]。
- 2009年
  - 国際競走に指定され、外国調教馬が8頭まで出走可能になる[5]。
  - 格付表記をGIII（国際格付）に変更[5]。
- 2015年 
  - 出走可能頭数を17頭に拡大。
  - 外国調教馬の出走頭数上限を9頭に変更[7]。
- 2021年 - 新型コロナウイルス感染拡大防止のため「無観客競馬」として実施[8]。
- 2024年 - 負担重量を馬齢重量に変更。
- 2025年 - 出走可能頭数を18頭に拡大[2]。

### 歴代優勝馬
距離はすべて芝コース。
優勝馬の馬齢は、2000年以前も現行表記に揃えている。
| 回数   | 施行日        | 競馬場 | 距離  | 優勝馬             | 性齢 | 所属 | タイム          | 優勝騎手     | 管理調教師 | 馬主                                 |
| ------ | ------------- | ------ | ----- | ------------------ | ---- | ---- | --------------- | ------------ | ---------- | ------------------------------------ |
| 第1回  | 1961年1月15日 | 中山   | 1600m | モンテカルロ       | 牡3  | JRA  | 1:40.6          | 佐藤征助     | 秋山史郎   | 毛利喜八                             |
| 第2回  | 1962年1月15日 | 中山   | 1600m | オーハヤブサ       | 牝3  | JRA  | 1:39.8          | 藤本勝彦     | 藤本冨良   | 笠木政彦                             |
| 第3回  | 1963年1月15日 | 中山   | 1600m | カネノヒカル       | 牡3  | JRA  | 1:37.5          | 加賀武見     | 阿部正太郎 | 金指吉昭                             |
| 第4回  | 1964年1月15日 | 中山   | 1600m | トキノパレード     | 牡3  | JRA  | 1:40.5          | 野平好男     | 田中和夫   | 井口鈴一                             |
| 第5回  | 1965年1月15日 | 中山   | 1600m | メジロマンゲツ     | 牝3  | JRA  | 1:38.5          | 加賀武見     | 阿部正太郎 | 北野豊吉                             |
| 第6回  | 1966年3月20日 | 中山   | 1600m | スピードシンボリ   | 牡3  | JRA  | 1:40.2          | 津田昭       | 野平富久   | 和田共弘                             |
| 第7回  | 1967年1月15日 | 中山   | 1600m | ホウゲツオー       | 牡3  | JRA  | 1:39.3          | 加賀武見     | 山岡寿恵次 | 嶋津芳三                             |
| 第8回  | 1968年1月14日 | 中山   | 1600m | ライトワールド     | 牡3  | JRA  | 1:39.6          | 樋口弘       | 三井末太郎 | 大久保源吾                           |
| 第9回  | 1969年1月12日 | 中山   | 1600m | ギャロップ         | 牡3  | JRA  | 1:39.2          | 野平祐二     | 秋山史郎   | 榎本信子                             |
| 第10回 | 1970年1月11日 | 東京   | 1600m | アローエクスプレス | 牡3  | JRA  | 1:37.1          | 柴田政人     | 高松三太   | 伊達秀和                             |
| 第11回 | 1971年1月15日 | 東京   | 1600m | ヤシマライデン     | 牡3  | JRA  | 1:38.1          | 伊藤正徳     | 尾形藤吉   | 小林庄平                             |
| 第12回 | 1972年3月19日 | 中山   | 1600m | ヒデハヤテ         | 牡3  | JRA  | 1:35.8          | 福永洋一     | 伊藤修司   | 伊藤英夫                             |
| 第13回 | 1973年1月14日 | 東京   | 1600m | カミノテシオ       | 牡3  | JRA  | 1:37.2          | 加賀武見     | 高橋英夫   | 保手浜正康                           |
| 第14回 | 1974年1月13日 | 東京   | 1600m | ウエスタンダッシュ | 牡3  | JRA  | 1:36.9          | 伊藤正徳     | 尾形藤吉   | 西川商事（株）                       |
| 第15回 | 1975年1月12日 | 東京   | 1600m | テスコガビー       | 牝3  | JRA  | 1:37.5          | 菅原泰夫     | 仲住芳雄   | 長島忠雄                             |
| 第16回 | 1976年1月11日 | 東京   | 1600m | クライムカイザー   | 牡3  | JRA  | 1:36.4          | 加賀武見     | 佐藤嘉秋   | （有）三登                           |
| 第17回 | 1977年1月16日 | 東京   | 1600m | ヒシスピード       | 牡3  | JRA  | 1:36.7          | 小島太       | 高木嘉夫   | 阿部雅信                             |
| 第18回 | 1978年1月15日 | 東京   | 1600m | タケデン           | 牡3  | JRA  | 1:37.1          | 岡部幸雄     | 元石孝昭   | 武市伝一                             |
| 第19回 | 1979年1月14日 | 東京   | 1600m | ファーストアモン   | 牡3  | JRA  | 1:37.3          | 吉永正人     | 松山吉三郎 | 菅浦一                               |
| 第20回 | 1980年1月13日 | 中山   | 1600m | ハーバーシャレード | 牡3  | JRA  | 1:42.1          | 嶋田功       | 佐々木亜良 | （株）ハーバー                       |
| 第21回 | 1981年1月11日 | 中山   | 1600m | テンモン           | 牝3  | JRA  | 1:36.8          | 嶋田功       | 稲葉幸夫   | 原八衛                               |
| 第22回 | 1982年1月10日 | 中山   | 1600m | アスワン           | 牡3  | JRA  | 1:36.7          | 吉永正人     | 松山吉三郎 | 吉田善哉                             |
| 第23回 | 1983年1月9日  | 中山   | 1600m | ブルーダーバン     | 牡3  | JRA  | 1:37.7          | 杉浦宏昭     | 二本柳俊夫 | 福島徳佑                             |
| 第24回 | 1984年1月15日 | 中山   | 1600m | ハツノアモイ       | 牡3  | JRA  | 1:36.2          | 菅原泰夫     | 仲住芳雄   | 仲川初太郎                           |
| 第25回 | 1985年1月13日 | 中山   | 1600m | サクラサニーオー   | 牡3  | JRA  | 1:35.6          | 小島太       | 境勝太郎   | （株）さくらコマース                 |
| 第26回 | 1986年1月12日 | 中山   | 1600m | ダイナフェアリー   | 牝3  | JRA  | 1:35.1          | 増沢末夫     | 鈴木康弘   | （有）社台レースホース               |
| 第27回 | 1987年1月11日 | 中山   | 1600m | スーパーファントム | 牡3  | JRA  | 1:35.7          | 柴田政人     | 中村貢     | 平野井昌弘                           |
| 第28回 | 1988年1月10日 | 中山   | 1600m | トウショウマリオ   | 牡3  | JRA  | 1:35.4          | 柴田政人     | 奥平真治   | トウショウ産業（株）                 |
| 第29回 | 1989年1月15日 | 中山   | 1600m | スピークリーズン   | 牡3  | JRA  | 1:36.3          | 安田富男     | 尾形充弘   | 竹﨑満                               |
| 第30回 | 1990年1月14日 | 中山   | 1600m | ノーモアスピーディ | 牡3  | JRA  | 1:35.2          | 安田富男     | 松山康久   | 吉田照哉                             |
| 第31回 | 1991年1月13日 | 中山   | 1600m | ダイナマイトダディ | 牡3  | JRA  | 1:34.8          | 増沢末夫     | 鈴木康弘   | 池谷誠一                             |
| 第32回 | 1992年1月19日 | 中山   | 1600m | エーピージェット   | 牡3  | JRA  | 1:35.2          | 的場均       | 元石孝昭   | （株）デルマークラブ                 |
| 第33回 | 1993年1月17日 | 中山   | 1600m | オースミポイント   | 牡3  | JRA  | 1:35.8          | 橋本広喜     | 白井寿昭   | 山路秀則                             |
| 第34回 | 1994年1月9日  | 中山   | 1600m | ビコーペガサス     | 牡3  | JRA  | 1:33.9          | 的場均       | 柳田次男   | （有）レジェンド                     |
| 第35回 | 1995年1月8日  | 中山   | 1600m | マイティーフォース | 牡3  | JRA  | 1:35.1          | 松永幹夫     | 加藤敬二   | （株）日本ダイナースクラブ           |
| 第36回 | 1996年1月7日  | 東京   | 1600m | サクラスピードオー | 牡3  | JRA  | 1:34.6          | 小島太       | 境勝太郎   | （株）さくらコマース                 |
| 第37回 | 1997年1月7日  | 中山   | 1600m | スピードワールド   | 牡3  | JRA  | 1:36.3          | 的場均       | 小西一男   | 市川不動産（株）                     |
| 第38回 | 1998年1月11日 | 中山   | 1600m | マンダリンスター   | 牡3  | JRA  | 1:36.8          | 柴田善臣     | 高市圭二   | 大川栄一郎                           |
| 第39回 | 1999年1月17日 | 中山   | 2000m | オースミブライト   | 牡3  | JRA  | 2:01.5          | 蛯名正義     | 中尾正     | 山路秀則                             |
| 第40回 | 2000年1月16日 | 中山   | 2000m | マイネルビンテージ | 牡3  | JRA  | 2:04.0          | 柴田善臣     | 佐々木晶三 | （株）サラブレッドクラブ・ラフィアン |
| 第41回 | 2001年1月14日 | 中山   | 2000m | ボーンキング       | 牡3  | JRA  | 2:03.2          | D.ハリソン   | 松田国英   | 金子真人                             |
| 第42回 | 2002年1月13日 | 東京   | 2000m | ヤマニンセラフィム | 牡3  | JRA  | 2:00.4 （同着） | 蛯名正義     | 浅見秀一   | 土井肇                               |
| 第42回 | 2002年1月13日 | 東京   | 2000m | ローマンエンパイア | 牡3  | JRA  | 2:00.4 （同着） | 武幸四郎     | 古川平     | （有）ターフ・スポート               |
| 第43回 | 2003年1月19日 | 中山   | 2000m | スズカドリーム     | 牡3  | JRA  | 2:01.7          | 蛯名正義     | 橋田満     | 永井啓弍                             |
| 第44回 | 2004年1月18日 | 中山   | 2000m | フォーカルポイント | 牡3  | JRA  | 1:59.2          | 横山典弘     | 河野通文   | （有）社台レースホース               |
| 第45回 | 2005年1月16日 | 中山   | 2000m | アドマイヤジャパン | 牡3  | JRA  | 2:07.4          | 横山典弘     | 松田博資   | 近藤利一                             |
| 第46回 | 2006年1月15日 | 中山   | 2000m | ジャリスコライト   | 牡3  | JRA  | 2:03.2          | 北村宏司     | 藤沢和雄   | 吉田和美                             |
| 第47回 | 2007年1月14日 | 中山   | 2000m | サンツェッペリン   | 牡3  | JRA  | 2:01.6          | 松岡正海     | 斎藤誠     | 加藤信之                             |
| 第48回 | 2008年1月20日 | 中山   | 2000m | マイネルチャールズ | 牡3  | JRA  | 2:02.9          | 松岡正海     | 稲葉隆一   | （株）サラブレッドクラブ・ラフィアン |
| 第49回 | 2009年1月18日 | 中山   | 2000m | アーリーロブスト   | 牡3  | JRA  | 2:02.7          | 福永祐一     | 本田優     | （有）三嶋牧場                       |
| 第50回 | 2010年1月17日 | 中山   | 2000m | エイシンフラッシュ | 牡3  | JRA  | 2:03.6          | 横山典弘     | 藤原英昭   | 平井豊光                             |
| 第51回 | 2011年1月16日 | 中山   | 2000m | フェイトフルウォー | 牡3  | JRA  | 2:00.9          | 田中勝春     | 伊藤伸一   | （有）社台レースホース               |
| 第52回 | 2012年1月15日 | 中山   | 2000m | ベストディール     | 牡3  | JRA  | 2:00.6          | 蛯名正義     | 国枝栄     | （有）社台レースホース               |
| 第53回 | 2013年1月21日 | 中山   | 2000m | フェイムゲーム     | 牡3  | JRA  | 2:02.3          | F.ベリー     | 宗像義忠   | （有）サンデーレーシング             |
| 第54回 | 2014年1月19日 | 中山   | 2000m | プレイアンドリアル | 牡3  | 川崎 | 2:01.1          | 柴田大知     | 河津裕昭   | 岡田繁幸                             |
| 第55回 | 2015年1月18日 | 中山   | 2000m | ベルーフ           | 牡3  | JRA  | 2:02.3          | 川田将雅     | 池江泰寿   | （有）サンデーレーシング             |
| 第56回 | 2016年1月17日 | 中山   | 2000m | プロフェット       | 牡3  | JRA  | 2:01.4          | S.フォーリー | 池江泰寿   | （有）キャロットファーム             |
| 第57回 | 2017年1月15日 | 中山   | 2000m | コマノインパルス   | 牡3  | JRA  | 2:02.5          | 田辺裕信     | 菊川正達   | 長谷川芳信                           |
| 第58回 | 2018年1月14日 | 中山   | 2000m | ジェネラーレウーノ | 牡3  | JRA  | 2:01.2          | 田辺裕信     | 矢野英一   | （株）Gリビエール・レーシング        |
| 第59回 | 2019年1月14日 | 中山   | 2000m | ラストドラフト     | 牡3  | JRA  | 2:01.2          | C.ルメール   | 戸田博文   | （有）社台レースホース               |
| 第60回 | 2020年1月19日 | 中山   | 2000m | クリスタルブラック | 牡3  | JRA  | 2:02.1          | 吉田豊       | 高橋文雅   | 岡田勇                               |
| 第61回 | 2021年1月17日 | 中山   | 2000m | グラティアス       | 牡3  | JRA  | 2:03.1          | C.ルメール   | 加藤征弘   | （株）スリーエイチレーシング         |
| 第62回 | 2022年1月16日 | 中山   | 2000m | オニャンコポン     | 牡3  | JRA  | 2:01.3          | 菅原明良     | 小島茂之   | 田原邦男                             |
| 第63回 | 2023年1月15日 | 中山   | 2000m | ソールオリエンス   | 牡3  | JRA  | 2:02.2          | 横山武史     | 手塚貴久   | （有）社台レースホース               |
| 第64回 | 2024年1月14日 | 中山   | 2000m | ダノンデサイル     | 牡3  | JRA  | 2:00.5          | 横山典弘     | 安田翔伍   | （株）ダノックス                     |
| 第65回 | 2025年1月19日 | 中山   | 2000m | ニシノエージェント | 牡3  | JRA  | 1:59.9          | 津村明秀     | 千葉直人   | 西山茂行                             |